# Roxana Saberi
Roxana Saberi (sinh 26 tháng 4 năm 1977 tại New Jersey) là một nữ nhà báo Hoa Kỳ gốc Iran và Nhật Bản, bị bắt vào tháng 2 năm 2009, và bị giữ tại Iran vì đã mua một chai rượu vang điều bị cấm theo luật Hồi giáo, nhưng sau đó bị buộc tội làm gián điệp cho Mỹ và bị tuyên án 8 năm tù. Sau đó một phiên tòa kháng án giảm bản án từ gián điệp thành thu nhập thông tin phân loại, và 8 năm tù giam của cô xuống còn 2 năm án treo. Roxana được phóng thích ngày 11/5, 2009

## Thuở nhỏ
Cô Saberi sinh trưởng tại Fargo, Bắc Dakota, và là một sinh viên có hai quốc tịch Mỹ và Iran. Mẹ của cô quê quán ở Nhật và cha cô là người gốc Iran. Roxana từng là Hoa hậu Bắc Dakota vào năm 1997 và ở trong số 10 người vào chung kết trong cuộc thi hoa hậu Mỹ Quốc trong năm đó. Cô đã tốt nghiệp trường Co đẳng Concordia ở Moorhead, Minnesota, về truyền thông đại chúng và Pháp ngữ và có tham vọng trở thành một thông tín viên quốc tế.

## Nghề nghiệp
Cô đã sống tại Iran trong 6 năm và đã làm phóng viên cho vài tổ chức thông tin. Các viên chức Iran nói cô Roxana Saberi bị bắt giữ vì làm việc tại Iran sau khi giấy phép hành nghề báo chí của cô đã hết hạn. Cha mẹ cô đã hay biết về vụ bắt giữ cô sau khi cô gọi điện thoại cho họ vào ngày 10 tháng 2 năm 2009. Sau vụ bắt giữ, Bộ Ngoại giao Iran lúc đầu nói cô đã tham gia vào các hoạt động bất hợp pháp bởi vì cô tiếp tục làm việc tại Iran sau khi chính phủ hủy bỏ các chứng minh thư báo chí của cô vào năm 2006.

## Bị bắt
Ngoại trưởng Hoa Kỳ Hillary Rodham Clinton vào cuối tháng 3 năm 2009 nói Hoa Kỳ đã giao một bức thư cho các viên chức Iran trong một cuộc họp ở Âu Châu, tìm kiếm sự trợ giúp của họ để giải quyết trường hợp của cô Roxana Saberi và hai người Mỹ khác bị mất tích hoặc bị bắt giữ tại Iran.
Cha mẹ của cô Saberi sẽ được gặp con gái của họ, theo luật sư của họ, sau khi hai ông bà tới Iran để vận động cho con gái họ được phóng thích. Ông Reza Saberi và vợ, bà Akiko, sống ở Bắc Dakota, đã tới Iran sáng hôm Chủ Nhật 5 tháng 4 năm 2009 và đã gặp nhà chức trách tại nhà tù Evin, những người đã cho phép họ gặp cô con gái, Roxana Saberi, trong thời gian thăm viếng hàng tuần vào ngày Thứ Hai, theo lời vị luật sư, ông Abdolsamad Khorramshai.
Ông Khorramshai cho biết các công tố viên Iran đã công bố một cáo trạng chính thức chống lại cô Roxana Saberi, nhưng ông chưa nhìn thấy các cáo trạng và có thể sẽ không thấy trong nhiều tuần sau đó, theo các thủ tục của tòa án Iran. Ông không có chi tiết nào khác. Cha cô nói cô Roxana Saberi đã nói với gia đình rằng cô không bị tổn hại gì về thân thể nhưng việc bắt giữ đang là một thử thách cho tinh thần cô. Việc trở về của Roxana Saberi sẽ là một cữ chỉ nhân đạo, bức thư do Ngoại trưởng Clinton nói.

## Bị truy tố tội gián điệp
Vào thứ tư 8 tháng 4 năm 2009 một quan tòa của Iran nói Roxana đã bị truy tố về tội làm do thám cho Mỹ. Cáo trạng gián điệp nghiêm trọng hơn nhiều so với những lời tuyên bố trước đó của các viên chức Iran, nói cô đã bị bắt giữ vì làm việc tại Iran mà không có chứng minh thư báo chí, và sự xác nhận của chính cô trong một cuộc nói chuyện điện thoại với cha cô rằng cô đã bị bắt giữ sau khi mua một chai rượu vang.
Trong 6 năm sống tại Iran, Roxana đã tường thuật tại đó cho vài tổ chức tin tức, kể cả đài phát thanh National Public Radio và đài BBC. Một dự thẩm liên hệ trong vụ này nói với đài truyền hình nhà nước rằng cô Saberi đã chuyển tin tức mật cho các cơ quan tình báo Hoa Kỳ. "Dưới bình phong một nhà báo, cô đã thăm viếng các tòa nhà của chính phủ, thiết lập các liên lạc với vài người trong số các nhân viên, thu thập tin tức mật và gởi cho các cơ sở tình báo của Hoa Kỳ. Các hoạt động của cô ta đã bị cục phản gián thuộc Bộ Tình Báo khám phá," theo lời viên dự thẩm, tên là Heidarifard.
Tuyên bố với các phóng viên tại Bộ Ngoại giao Hoa Kỳ, Ngoại trưởng Clinton nói Hoa Kỳ rất lo ngại về tin tức vừa nhận được. Bà nói chính phủ đã yêu cầu các nhà ngoại giao Thụy Sĩ tại Iran cho biết "tin tức chính xác và mới nhất" về cô Saberi. Mặc dù Hoa Kỳ không có quan hệ ngoại giao với Iran, Hoa Kỳ vẫn có một phân bộ quyền lợi tại Tòa Ðại Sứ Thụy Sĩ.
Luật sư của Roxana, ông Abdolsamad Khorramshahi, nói cô Saberi đã được thông báo về cáo trạng gián điệp chống lại cô và rằng ông dự tính sẽ yêu cầu tòa cho cô được tự do tạm có thế chân cho tới khi tòa xét xử. Trong một dấu hiệu khác cho thấy tình trạng nghiêm trọng của vụ án, luật sư của cô Saberi cũng hay biết rằng vụ án sẽ được duyệt xét bởi Tòa án Cách mạng của Iran, là cơ quan thường đảm trách những vụ liên hệ tới những đe dọa cho nền an ninh quốc gia.
Ngày 13/4, toà án Iran đã tuyên phạt tù Saberi bất chấp kêu gọi trả tự do cho cô của Ngoại trưởng Hillary Clinton cũng như đề nghị nối lại thương lượng ngoại giao của tân lãnh đạo Nhà Trắng Barack Obama sau 3 thập niên cắt đứt quan hệ giữa Tehran - Washington DC. 8 năm tù giam cũng là bản án nặng nhất mà một toà án Iran dành cho một kiều dân mang song tịch, bị kết tội về các vấn đề an ninh. Trong những năm gần đó, Iran đã bắt giữ nhiều người mang quốc tịch Mỹ, kể cả các học giả, vì những cáo buộc an ninh nhưng trả tự do cho hầu hết họ sau vài tháng giam cầm.

## Tuyệt thực phản đối bản án
Vào thứ bảy, 25/4, 2009 cha của Roxana, Reza Saberi, xác nhận cô đã tuyệt thực đến 5 ngày để phản đối bản án 8 năm tù. Theo luật sư bào chữa, Roxana đã có đơn kháng án và hy vọng sẽ được trắng án. Tuy nhiên, vị luật sư này cũng tỏ ra rất quan ngại về tình trạng sức khỏe của Roxan sau khi được biết thông tin tuyệt thực của cô.

## Phản ứng
Mỹ liên tục kêu gọi phiên tòa xét xử đối với Roxana là không có căn cứ và yêu cầu phía Iran thả nhà báo này ngay lập tức. Tổng thống Mỹ Barack Obama đã tỏ ra rất quan ngại cho sự an toàn của Roxana. Ngoại trưởng Mỹ Hillary Clinton nói việc thả nhà báo này sẽ được coi là một hành động thiện chí của Iran.
Tuy nhiên, Tehran nói Washington DC nên tôn trọng tính độc lập của cơ quan hành pháp Iran. Mặc dù vậy, ngày 19/4, Tổng thống Iran Mahmoud Ahmadinejad kêu gọi các công tố viên hãy đảm bảo cho nhà báo này được hưởng tất cả các quyền lợi hợp pháp để được bảo vệ trước pháp luật. Người đứng đầu cơ quan hành pháp Iran cho biết phiên xét xử phúc thẩm sẽ được tiến hành một cách nhanh chóng, công bằng và thận trọng.
Hội Phóng viên Không Biên giới có trụ sở tại Pháp gọi việc xét xử nhà báo Roxana là không công bằng theo Luật Hình sự của Iran. Tổ chức này cũng cảnh báo các nhà báo nước ngoài hãy thận trọng trong quá trình tác nghiệp tại Iran trước khi cuộc bầu cử tổng thống diễn ra tại đây vào tháng 6 năm 2009. Cùng lúc, Tổ chức Ân xá Quốc tế cho rằng nhà báo này là "con tốt" trong trò chơi chính trị giữa Iran và Mỹ.

## Phóng thích
Ngày 11/5, 2009, Saberi được phóng thích khỏi nhà tù sau khi một tòa án treo kháng cáo tuyên án cô 8 năm tù giam. Một tòa án kháng cáo, giảm các chi phí đối với cô ấy từ gián điệp thành việc chiếm hữu thông tin phân loại, và giảm bản án 8 năm tù giam của cô xuống còn 2 năm án treo.